# Rolf Kissel
Rolf Kissel (* 15. April 1929 in Frankfurt am Main; † 25. Juni 2024) war ein deutscher Maler und Bildhauer. Er wird zum Umkreis der Künstlergruppe ZERO gerechnet.

## Leben
Kissel studierte von 1956 bis 1961 an der Städelschule in Frankfurt am Main und wurde Meisterschüler von Albert Burkart. Bereits 1961 hatte Kissel eine erste Einzelausstellung in der damaligen Avantgardegalerie, Zimmergalerie Franck, in Frankfurt am Main. 1966 erhielt er – zusammen mit Benno Walldorf und Thomas Bayrle – den Preis Junge Kunst in Hessen der Frankfurter Marielies Hess-Stiftung. Er war Mitglied des Deutschen Künstlerbunds, und seit 1983 der Darmstädter Sezession. 2015 erhielt er die Goethe-Plakette des Hessischen Ministeriums für Wissenschaft und Kunst.
Kissel starb am 25. Juni 2024.

## Werk
Kissel legte den Schwerpunkt seiner künstlerischen Arbeiten auf Objekt-Kunst und strukturelle Malerei, er schuf weiße Licht-Reliefs, Aluminium-Reliefs, diese auch in Form der plastischen Wand in der Architektur, sowie Aquarelle, Gouachen, Prägedrucke und Zeichnungen.
Kissel verstand sich als Konstruktivist und Lichtkünstler. Sein frühes Werk kehrte sich ab von der farbigen Malerei der „art informel“ und der gestischen Figuration der 1960er Jahre. Seine Lichtreliefs, Alu-Lamellen auf Alu-Grund oder weiße Holzlamellen auf weißem Grund, spielen mit der wechselnden Wirkung von Licht und Schatten und erreichen so eine Variationsvielfalt der Wahrnehmung. „Dabei gelangt er nicht über die Reduktion von Farbe zum Weiß, sondern Weiß ist als Summe der Komplementärfarben und als Reflexion des Lichts von Anfang an da.“.
In den 1980er Jahren engagierte Kissel sich in den Neuen Sozialen Bewegungen (Friedensbewegung, Anti-AKW-Bewegung) und in den Auseinandersetzungen um den Frankfurter Börneplatz. Es entstanden dabei Plakate, Zeichnungscollagen und Zeichnungsobjekte.
Seine Untersuchungen zu den historischen Orten Weimar-Buchenwald führten Rolf Kissel 1994/95 zu einer Serie von Zeichnungscollagen mit dem Titel: Briefe aus Weimar, Protokoll einer Recherche, in denen er amtliche Dokumente, Briefe, vor allem den Briefwechsel der Angehörigen der Opfer, die um die Asche ihrer Toten bitten und mit bürokratischen Antworten beschieden werden, Stempel aus der Zeit des Nationalsozialismus, Flurkarten und Bruchstücke aus den Gesprächen Goethes mit Eckermann zusammenfügt und in Schwarz versinken lässt. Der Versuch, die Interaktionen von Terror und klassischer Humanität zu fassen, geschieht im Wissen um das „Versagen der Bilder und die Unmöglichkeit des Bilderverzichts“.
Die Serie wurde 1995, vermittelt von Klaus Scheunemann, in der Goldhalle des Hessischen Rundfunks in Frankfurt/M, im NDR/Hannover, und 1996 von der Stiftung Weimarer Klassik im Stadtschloss Weimar ausgestellt. Sie befindet sich als Dauerleihgabe im Goethe Museum Weimar.

## Arbeiten im öffentlichen Raum
- 1964: Licht-Relief „Relation 3“, Waldschule Leverkusen
- 1974: Licht-Relief, Kongresszentrum, Mannheim Rosengarten (Aluminium, 4 × 34 m)
- 1981: Hänge-Relief „Blechharfe“, Alte Oper Frankfurt am Main
- 1988: „Raumrelief“, Bundesarbeitsgericht, Kassel
- 1997: Siebenteiliges Farbrelief „Lux Mundi“, Kirche der Erlösergemeinde in Frankfurt/M-Oberrad

## Ausstellungen
- 2010: Rolf Kissel, Raum und Zeit, Galerie Das Bilderhaus, Frankfurt am Main
- 2010/2011: Rolf Kissel, 2 Zeichnungsobjekte zum Börneplatzkonflikt
- 2011: Rolf Kissel, MMK Frankfurt am Main, 20 Jahre Gegenwart, Maintor Ebene / Level 3
- 2012: Rolf Kissel, Weißer Raum, Distanz und Nähe, Museum Goch
- 2013: Bestandsaufnahme, Darmstädter Sezession 2013, Justus von Liebig Verlag, Darmstadt, Rolf Kissel S. 239 Fotoprojekt : Schlafender Stein an der Förde – Die Vermehrung der Steine im Flachland
- 2014: Rolf Kissel, Weißer Raum Distanz und Nähe, Haus der Stadtgeschichte Offenbach M.
- 2014: Zwei Meister der Konkrete,- Rolf Kissel und Gerhard Wittner, Galerie M50 Frankfurt am Main
- 2015: Rolf Kissel, Gouache -Lichtrelief-Zeichnung, Galerie DAS BILDERHAUS Frankfurt/M; 28. Mai 2015. Führung und Gespräch zum Werk Rolf Kissel mit Eva, Claudia Scholtz, von der Hessischen Kulturstiftung, Wiesbaden
- 2016: Galerie DAS BILDERHAUS, Rolf Kissel, Hetty Krist, Renate Sautermeister, Tatiana Urban, Magarete Zahn, ART KARLSRUHE
- 2017: Galerie DAS BILDERHAUS, Städelschüler X 10, 1956–1989
- 2019: AusstellungsHalle Schulstrasse 1a, Der Raum ist der Ort der Zeit, Retrospektive zum 90. Geburtstag

## Belege
1. ↑  Traueranzeige in: Frankfurter Allgemeine Zeitung vom 16 Juli 2024, S. 12
2. ↑  Brigitta Amalia Gonser: Raum + Zeit: Rolf Kissel in der Galerie Das Bilderhaus. In: Feuilleton Frankfurt. Abgerufen am 14. November 2010

| Personendaten    | Personendaten                 |
| ---------------- | ----------------------------- |
| NAME             | Kissel, Rolf                  |
| KURZBESCHREIBUNG | deutscher Maler und Bildhauer |
| GEBURTSDATUM     | 15. April 1929                |
| GEBURTSORT       | Frankfurt am Main             |
| STERBEDATUM      | 25. Juni 2024                 |